# Adrienne Weitz
Adrienne Weitz (12. Dezember 1865 in Hannover – nach 1907) war eine deutsche Opernsängerin (Sopran), Tänzerin und Gesangspädagogin.

## Leben
Ihre Ausbildung erhielt sie bei Johanna Jachmann-Wagner und ihr erstes Engagement 1887 am Münchener Hoftheater, wo sie ein Jahr blieb. Am 1. Dezember 1888 trat sie in den Verband der Berliner Hofbühne, wo sie bis mindestens 1907 als Vertreterin jugendlich-dramatischer Partien tätig war.
Weitz war eine Künstlerin von liebenswürdigem Talent, die sich hauptsächlich der Wiedergabe sentimentaler Sopran-Liebhaberinnen widmete und sich durch ihr Wirken allgemeiner Gunst erfreute. In ihren Darstellungen berührte die ungemeine Grazie, in der sich die Spuren ihrer einstmaligen Laufbahn beim Ballett offenbaren, äußerst angenehm.
Ihr Lebensweg nach 1907 ist unbekannt.